# Joe et Margherito
Pour plus de détails, voir Fiche technique et Distribution.
Joe et Margherito (Arrivano Joe e Margherito) est une comédie d'aventure ouest-germano-hispano-franco-italienne réalisée par Giuseppe Colizzi et sortie en 1974.

## Synopsis
Joe est envoyé par la Cosa nostra en Sicile pour accomplir une tâche très délicate.
Don Salvatore est un parrain de la mafia que les Américains veulent avoir avec eux, en raison de son immense fortune. Joe doit veiller à ce que le voyage de Don Salvatore vers les États-Unis se déroule sans encombre. Mais les gangs locaux ne sont pas d'accord et c'est là que les problèmes commencent pour le jeune picciotto américain. Joe, aidé par un marin nommé Margherito, parvient après une série de péripéties à envoyer sa précieuse marchandise, c'est-à-dire le parrain sicilien, en avion vers l'Amérique, mais il se trouve que l'avion explose en vol et que la mission de Joe peut être considérée comme un échec.
Les deux amis, découragés, décident de changer de vie et acceptent la proposition d'emploi d'un gentleman anglais.

## Fiche technique
- Titre original : Arrivano Joe e Margherito[1]
- Titre français : Joe et Margherito[2]
- Titre espagnol : Joe y Margherito[3]
- Titre allemand : J & M - Dynamit in der Schnauze ou Zwei tolle Hechte auf dem Weg zum Himmel ou Dufte Typen räumen auf[4]
- Réalisation : Giuseppe Colizzi
- Scénario : Giuseppe Colizzi
- Photographie : Marcello Masciocchi (it)
- Montage : Antonio Siciliano
- Musique : Guido et Maurizio De Angelis
- Décors : Giantito Burchiellaro (it)
- Production : Carlo Ponti, Giancarlo Pettini, Clément Legoueix, Andres Velasco, Wolfdieter von Stein
- Société de production : Compagnia Cinematografica Champion (Rome), Films Concordia (Paris), T.I.T. Filmproduktion (Munich), C.I.P.I. Cinematográfica (Madrid)
- Pays de production :  Italie -  France -  Allemagne de l'Ouest -  Espagne
- Langue originale : italien
- Format : couleur par Technicolor - 2,35:1 - Son mono - 35 mm
- Genre : comédie d'aventure
- Durée : 100 minutes
- Dates de sortie : 
  - Royaume-Uni : 11 avril 1974
  - Allemagne de l'Ouest : 3 mai 1974
  - Italie : 12 août 1974
  - Espagne : 6 octobre 1975

## Distribution
- Keith Carradine : Joe
- Tom Skerritt : Margherito
- José Calvo : Don Salvatore
- Cyril Cusack : Parkintosh
- Sybil Danning : Betty
- Enzo Monteduro : médecin
- Raymond Bussières : Merluzzillo
- Marcello Mandò : Sapicone
- Roberto Messina : chef des tueurs à gages
- Roberto Messina : chef des tueurs à gages
- Emilio Messina : tueur à gages
- Piero Morgia : garde du corps de Don Salvatore